# 中國—佛得角關係
中國—佛得角關係（葡萄牙語：Relações entre China e Cabo Verde），是指歷史上的中國和佛得角、以至現在中華人民共和國與維德角共和国之間的雙邊關係。

## 歷史
業餘歷史學家加文·孟席斯曾在意大利發現一幅世界地圖，地圖上有一份以腓尼基語書寫的紀錄，記下了一趟由好望角前往佛得角的航程。孟席斯宣稱，該份航行紀錄所記下的是鄭和南下西洋的旅程；他又表示在佛得角群島發現了一塊石碑，碑上的文字指曾有來自中國或亞洲其他地區的人到過那裡，能支持自己的觀點。不過，孟席斯的說法受到不少學者的質疑。
佛得角曾是葡萄牙的殖民地:31；中華人民共和國曾向爭取佛得角和几内亚比绍獨立的畿內亞和佛得角非洲獨立黨提供政治和财政上的援助，又为該黨培训干部。1974年末，葡萄牙政府被迫與該黨签订條約，佛得角由此獨立為國:328；1976年4月15日，中華人民共和國與佛得角簽訂聯合公報，決定兩國在10天後（即同月25日）建交:1。
中華人民共和國曾承諾盡力向佛得角提供援助，並鼓励中国企业到佛得角经营；時任佛得角總理卡洛斯·維加也曾表示，佛得角政府會坚持「一个中国」政策，承諾不會与中華民國建立官方关系，並對中華人民共和國在人权问题上的立场表示支持:114。佛得角总统豪爾赫·卡洛斯·豐塞卡曾形容中国是佛得角其中一個最重要的国际伙伴，又指佛得角重视发展該國與中國的雙邊關係。

## 經貿關係
- 中國大陸出口到佛得角的商品（2012年）[10]
- 佛得角出口到中國大陸的商品（2012年）[11]

2012年，中國（不包括港澳台）出口了3820萬美元到佛得角，而佛得角只是出口了1,115美元來華（不包括港澳台）；中國大陸出口機械設備、紡織品等貨物到佛得角，佛得角出口到中國大陸的貨物則只有引擎零件。2015年第一季，中华人民共和国到佛得角的出口總額比去件同期增加了144.9%，成為佛得角第三大的进口来源地。
华为、济南四建等中国企業在佛得角設有分公司、办事处等代表機構。不少中國人在佛得角經商，他們在當地经营小店，出售價格低廉的商品，創造就業機會，但商店向員工支付的薪金不高，又對生产率有甚高要求；中資商店便宜的商品受到當地人青睞，但這些小店低薪僱傭的做法受到非議。佛得角中資商店的工人曾組織罢工運動，抗议工時長、工资低，但當地勞工部門希望工人配合外資的作風和规矩。

## 文化關係
「中国文化志愿者计划」曾向佛得角派出志愿者，在當地传播中华文化。2013年2月，佛得角中国友好协会在佛得角首都普拉亚舉辦「中国文化周」；文化周涉及電影、体育等領域，活動包括放映中國電影、巡游、舞蹈等。

## 援助
中華人民共和國曾向佛得角提供各種援助；2014年，中国援助佛得角的總金额為2,500万美元。自1984年開始，中華人民共和國曾多次派遣医疗队伍到佛得角；截至2015年4月中旬，中国合共向佛得角派遣了16批医疗队、93名医生，他們平均每年在佛得角進行逾3,000次手术。2015年2月，普拉亚市政府把一条街道命名为「中国大道」，以感謝中華人民共和國對佛得角施予援助；該街道位於市中心，附近有中国援建的政府办事處和中国医疗队队員住所。
2014年11月，佛得角福古岛發生火山爆发，房屋遭到毁壞，通讯和輸電受阻，大量灾民無家可歸；中華人民共和國政府向當地提供50万美元援助，幫助政府安置受影響民眾。

## 外部連結
- 中华人民共和国驻佛得角共和国大使馆官方网站（简体中文）（葡萄牙文）
  - 中华人民共和国驻佛得角共和国大使馆经济商务处官方网站（简体中文）